# Klytaimnestra

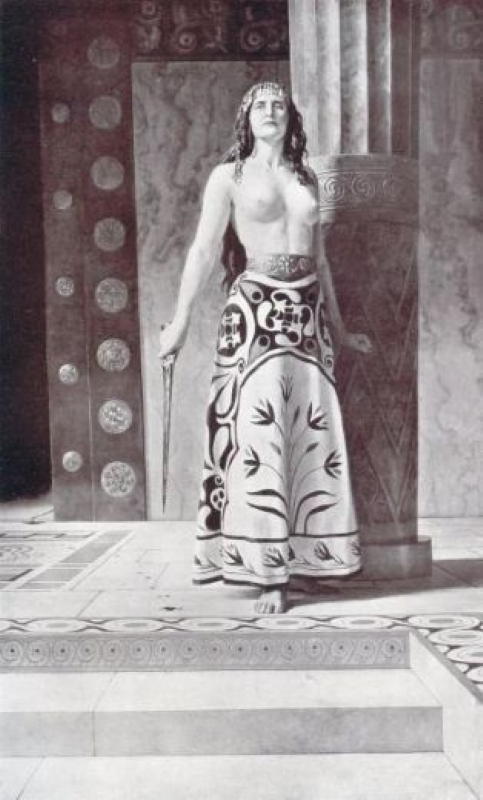
Klytaimnestra.

Klytaimnestra eller Klytaimestra var i grekisk mytologi hustru till kung Agamemnon i Mykene och hade med honom sonen Orestes samt döttrarna Elektra och Ifigenia. Hon var dotter till Spartas kung Tyndareos och dennes hustru Leda. Hennes syskon var Helena, Castor och Pollux.
Vid hemkomsten från trojanska kriget blev Agamemnon försåtligt mördad av Klytaimnestra och hennes älskare Aigisthos. Sju år senare hämnades Orestes detta mord genom att döda både Aigisthos och sin mor.